# Tillandsia 'Van Der Mollis'
Tillandsia 'Van Der Mollis' es un  cultivar híbrido del género Tillandsia perteneciente a la familia  Bromeliaceae.
Es un híbrido creado  con las especies Tillandsia mallemontii × Tillandsia  streptocarpa.